# Jones (Oklahoma)
Jones és un poble dels Estats Units a l'estat d'Oklahoma. Segons el cens del 2000 tenia 2.517 habitants.

## Demografia
Segons el cens del 2000, Jones tenia 2.517 habitants, 914 habitatges, i 673 famílies. La densitat de població era de 71,1 habitants per km².
Dels 914 habitatges en un 34,7% hi vivien nens de menys de 18 anys, en un 57,9% hi vivien parelles casades, en un 11,5% dones solteres, i en un 26,3% no eren unitats familiars. En el 22,4% dels habitatges hi vivien persones soles el 9% de les quals corresponia a persones de 65 anys o més que vivien soles. El nombre mitjà de persones vivint en cada habitatge era de 2,61 i el nombre mitjà de persones que vivien en cada família era de 3,04.
Per edats la població es repartia de la següent manera: un 25% tenia menys de 18 anys, un 9,3% entre 18 i 24, un 27,5% entre 25 i 44, un 24,5% de 45 a 60 i un 13,7% 65 anys o més.
L'edat mediana era de 38 anys. Per cada 100 dones de 18 o més anys hi havia 96,8 homes.
La renda mediana per habitatge era de 36.806 $ i la renda mediana per família de 41.495 $. Els homes tenien una renda mediana de 31.406 $ mentre que les dones 23.393 $. La renda per capita de la població era de 16.388 $. Entorn del 9,5% de les famílies i el 13,6% de la població estaven per davall del llindar de pobresa.

## Poblacions més properes
El següent diagrama mostra les poblacions més properes.